# Кен Нортън
Кенет Хауърд Нортън (на английски: Kenneth Howard Norton, по-популярен като Кен Нортън) е американски професионален боксьор, притежател на титлата Световен шампион в тежка категория на Световен боксов съвет през 1978 година. След като официално се оттегля от бокса през 1981 г., Нортън е въведен в Международната боксова зала на славата през 1992 година.

## Кратка биография
Нортън завършва гимназия в родния си град след което учи в Североизточния държавен университет в Мисури (сега Държавен университет „Труман“), където получава стипендия за Американски футбол. Започва да се боксира като аматьор, когато е на служба във военноморския корпус на САЩ от 1963 до 1967 г., записвайки 24 победи и 2 загуби по пътя към три спечелени титли на първенството по бокс „All-Marine Heavyweight“. По-късно получава „Златни ръкавици“ в щата Северна Каролина, преди през 1967 г. да обяви, че става професионален боксьор.